# Zagóreczko
Zagóreczko – wieś na Ukrainie w rejonie żydaczowskim należącym do obwodu lwowskiego.

## Położenie
Na podstawie Słownika geograficznego Królestwa Polskiego i innych krajów słowiańskich: Zagóreczko to wieś w powiecie bóbreckim, 32 km na południe od Bóbrki, tuż od urzędu pocztowego i sadu powiatowego w Chodorowie.